# Tanna japonensis
Tanna japonensis, còn gọi là Higurashi (蜩, 茅 蜩, ひぐらし), là một loài ve sầu thuộc chi Tanna. Loài này phân bố trên toàn khu vực Đông Á, và là phổ biến nhất ở Nhật Bản. Tiếng kêu của nó chói tai của nó có thể được nghe nhiều nhất vào buổi sáng và buổi tối.
Tên kanji của nó bắt nguồn từ chữ Miscanthus, một loại cây sậy mà nó sinh sống. Tại Nhật Bản, cũng được biết đến với tên kanakana (カナカナ?) Vì tiếng ồn mà nó gây ra.

## Miêu tả
Con đực trưởng thành có chiều dài cơ thể của 28–38 mm, con cái dài 21–25 mm. Bụng của con đực dài hơn và dày hơn so với bụng của con cái, nên dễ dàng để phân biệt con đực và con cái. Ngoài ra, khoang ổ bụng của con đực phát triển hơn, khiến cho nó tiếng kêu vọng.
Cơ thể chúng có màu đỏ nâu với màu xanh lá cây xung quanh mắt kép và ở trung tâm của ngực, mẫu vật ở núi có xu hướng tối hơn.

## Hình ảnh

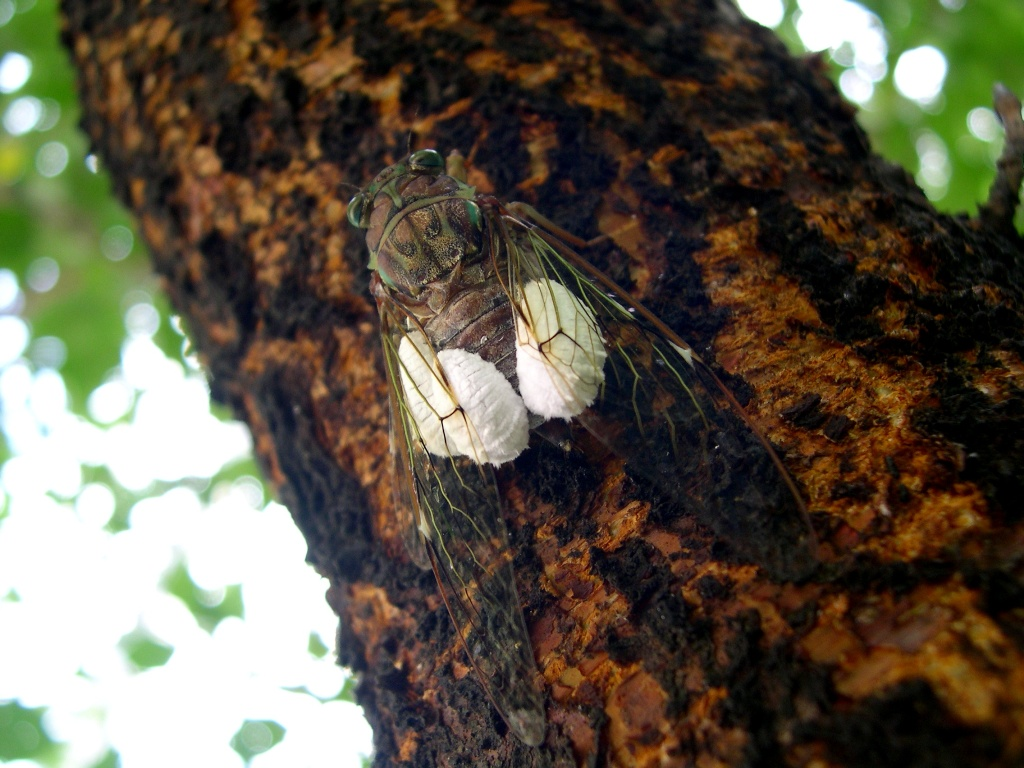
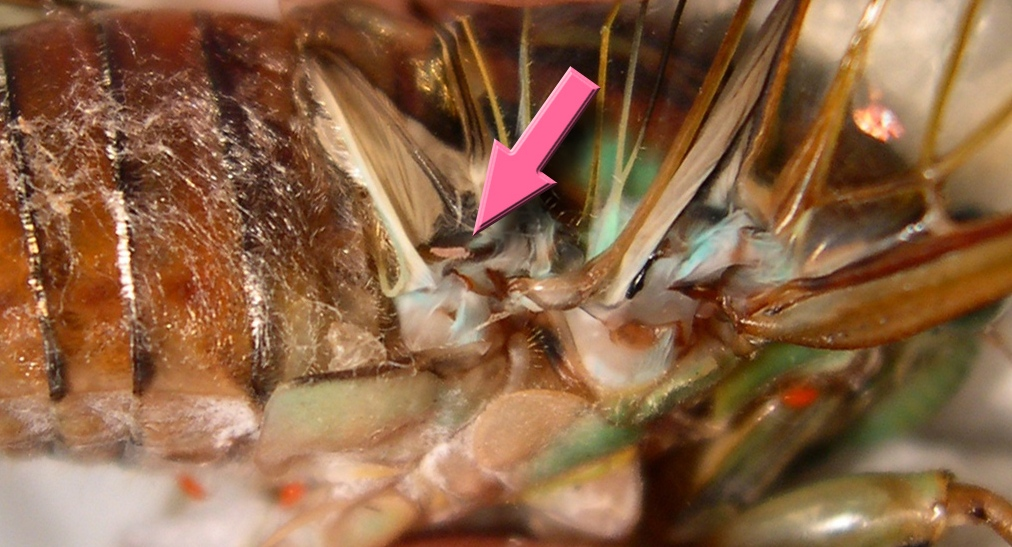
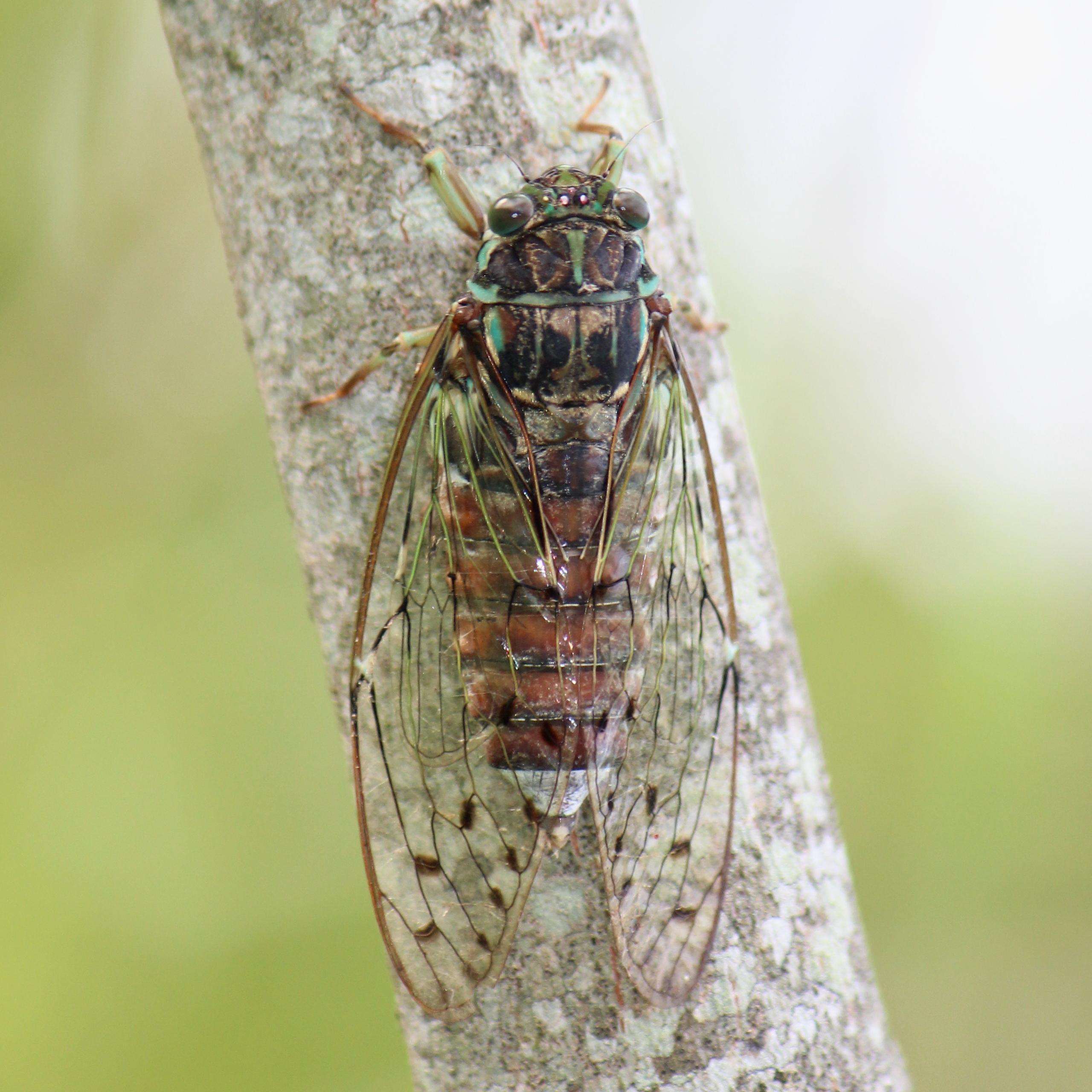